# باشگاه فوتبال والتام فورست
باشگاه فوتبال والتام فورست (به انگلیسی: Waltham Forest Football Club) یک باشگاه فوتبال در شهر والتام‌استو، کشور انگلستان است که در سال ۱۹۶۴ میلادی تأسیس شده‌است.